# لیدوی ولتن
لیدوی ولتن (انگلیسی: Lidewij Welten؛ زادهٔ ۱۶ ژوئیهٔ ۱۹۹۰) بازیکن هاکی روی چمن اهل هلند است.